# 严高
严高（？—？），琅琊郡（今山东省临沂市）人。晋安郡首任太守。
晋武帝太康元年(280年)，设立晋安郡，下辖侯官、原丰、晋安、罗江、温麻等5县，治所为原丰(今福州市)。太康三年（282年），严高为首任太守。